# Les Windsor : La Force d'un amour
Pour plus de détails, voir Fiche technique et Distribution.
Les Windsor : La Force d'un amour (The Woman He Loved en VO) est un téléfilm biographique britannique réalisé par Charles Jarrott et diffusé en 1988.

## Synopsis
28 mai 1972 : le duc de Windsor, ex-roi Édouard VIII, meurt d'un cancer de la gorge un mois avant ses 78 ans dans sa résidence du bois de Boulogne à Paris. Désormais seule, ayant perdu son mari et son titre de duchesse et commençant à être gagnée par la sénilité, sa femme Wallis Simpson, se souvient des 35 années passées avec nostalgie et regret.

## Fiche technique
- Titre original : The Woman He Loved
- Titre français : Les Windsor : La Force d'un amour
- Réalisation : Charles Jarrott
- Scénario : William Luce
- Direction artistique : Kenneth Sharp
- Décors : Steve Groves
- Costumes : Robin Fraser-Paye
- Photographie : Brian Morgan
- Montage : Terry Maisey
- Musique : Allyn Ferguson
- Société de production : Harlech Television (HTV)
- Société de distribution : CBS
- Pays d'origine :  Royaume-Uni
- Langue originale : anglaise
- Format : couleur - 35 mm - 1,33:1 - son mono
- Genre cinématographique : biographique
- Durée : 100 minutes
- Dates de première diffusion :
  - Royaume-Uni : 3 avril 1988
  - France : [Quand ?]

## Distribution
- Anthony Andrews : le duc de Windsor
- Jane Seymour : Wallis Simpson
- Olivia de Havilland : tante Bessie Merryman
- Lucy Gutteridge : Thelma
- Tom Wilkinson : Ernest Simpson
- Julie Harris : Alice
- Robert Hardy : Winston Churchill
- Phyllis Calvert : la reine Mary
- Evelyn Laye : Lady Cunard

## Distinctions

### Nominations
- Golden Globes 1989 : Meilleure actrice dans une série dramatique pour Jane Seymour
- Primetime Emmy Awards 1989 :
  - Meilleur second rôle féminin dans une série télévisée dramatique pour Julie Harris
  - Meilleur costumes pour une minisérie, un téléfilm ou un programme spécial  pour Robin Fraser-Paye

## Autour du téléfilm
- Il s'agit de la dernière apparition à l'écran d'Olivia de Havilland avant sa mort en 2020, à l'âge de 104 ans.
- Le tournage a eu lieu en partie à Shirenewton Hall dans le Monmouthshire (pays de Galles).